# Coregonus fontanae
Coregonus fontanae és una espècie de peix de la família dels salmònids i de l'ordre dels salmoniformes.

## Morfologia
Els mascles poden assolir els 12,6 cm de llargària total.

## Alimentació
Es nodreix principalment de cladòcers i copèpodes.

## Distribució geogràfica
Es troba a Europa: llac Stechlin (nord d'Alemanya).